# ドグマ風見
ドグマ風見（ドグマ かざみ、1978年10月11日 - ）は、多方面で活躍するネットタレント。
主にインターネットのゲーム番組やスポーツ番組を中心に2000本以上出演。
TVやラジオ番組でのレギュラー等、タレントとしても多方面で活躍。
YouTubeチャンネルや、ニコニコ動画チャンネル、小林幸子と共にパーソナリティを務めるJFN系ラジオ「クリエイターズ・スタジオ with ボカコレ月曜日」等で活動中。
岐阜県岐阜市出身。

## 人物・略歴
地元である岐阜市の岐南工業高等学校を卒業後、名古屋のデザイン会社に就職。順調に仕事を続けて行く中での2008年、“企画書X(エックス)"を手に友人ら4人で『してくべ(SITEQUBE)』を結成。ファミコン世代ど真ん中の幼少期から好きだったゲームを核に、近年テレビでは見かける事が無くなったゲーム情報番組への思いと共に、インターネットでの動画制作・投稿をスタート。前述の思いそのままに作られたテレビ番組のような動画は、同世代のみならず好評を博す。
そのクオリティを維持するため、投稿間隔は不定期ではあったが順調に制作活動を展開。しかし、そんな中での2009年、10年間勤めていたデザイン会社が倒産。その事は登場時の一言だけではあるが、動画の中で語っている。なお、その後はTV制作会社に勤めつつ制作活動を継続する。ちなみに、そのTV制作会社でカメラ等放送機材の扱い方を学ぶと共に、出入りしていたテレビ局・番組のロケで放送業界に携わる者としての心構えを学ぶ。
そうした活動を続けていき、2010年4月には動画視聴者からの勧めもあり、動画投稿をしていたニコニコ動画の生放送サービス通称『ニコ生』において活動を開始。メンバーのスケジュール、撮影のコスト等を考慮し、徐々に1人での生放送をメインとした活動にシフト。生放送を始めてからは毎晩毎夜での放送を続けるだけでなく、年に2回の24時間生放送などで着実にファンを増やしていき、2012年1月には『60時間ぶっ通し!ゲーム『ダークソウル』を全部クリアするまでお正月は終わらないぞ生放送!』で念願だったニコ生公式放送に初登場。その放送での立ち振る舞いが視聴者のみならずスタッフにも好評を得ると、『お疲れ超会議! ゲーム『ロックマンシリーズ』30時間ぶっ通し!クリアまで終わらない生放送!』では、演者だけではなくディレクションも担当。公式放送での人気を着実に築いていき、ゲーム実況以外の番組にも呼ばれるようになる。
ちなみに、公式放送ではMCからイジられ役と幅広くこなすが、最近は多人数での放送になるとイジリ・ツッコミ側に回る事が多い。公式放送出演が増える中でも個人放送の手を緩める事は無く、通常の長時間チャレンジに加え、個人放送としては異例のメーカー公認放送(いっき おんらいん・アサシン クリード)を実現する。
2013年　自らの生放送と共に公式放送での出番も順調にこなし、3月にはテレビ東京との連動番組『ドリームクリエイター(以下ドリクリ)』内の企画において番組レギュラーを勝ち取ると共に、テレビ番組での初レギュラーも獲得。夏に行われた『ニコニコ町会議全国ツアー』ではMC(ムチャブリチャレンジャー)として参加。さらに9月には常々口にしていた念願の『東京ゲームショウ』にも出演。こうしてこの年は元旦の初日の出中継に始まり、年末の年越しのテレビ実況と、公式放送で始まり公式放送で締める(※テレビ実況は年明けまで続行)という形で1年を終了。それを象徴するように、公式放送出演本数は2012年の29本から109本と大幅に増加。なおそういう事情もあり、地元岐阜との往復による負担軽減のため、東京で部屋を借りるという転機もあった。
ちなみに、若い層を中心に呼ばれる『ドグ兄』という愛称は、ドリクリでも共演し、町会議でも一緒に全国を回った盟友的存在である「百花繚乱」が呼んでいた事から広まったものと思われる。個人放送においては、昨年の公式放送出演により広げた交友の輪を頼りに積極的に声を掛けてゲストとして招き、さらには個人での放送を通じて築いた人脈を頼りにゲーム制作者の方々もゲストに招き、公式放送さながらの放送を展開。恒例の夏のSPでは78時間(放送時間は65時間)に及ぶ放送を完遂。なお、その放送の後にスタジオの防音改装工事を行い、防音と共に全面グリーンバックとなったスタジオを、冬のSPで初披露する。
2014年　出演本数は年間145本と昨年からさらに増やす活動を見せる。そんな中、2月には新たなレギュラー番組『アニぱら音楽館nico(仮)』がスタート。同じくレギュラーを務めるドリクリの後継番組『つくり場』ではCDデビューとさらなる活躍が期待されたが、番組の方は3月いっぱいで終了。それと共にTV番組のレギュラーも失うが、4月にはWOWOW『金曜カーソル』に出演。以降、番組終了となった9月まで隔週ペースで出演し、ニコ生で楽屋放送をしたりと番組の盛り上げに一役買う。
ニコニコ関連のイベントでは、昨年に引き続いての町会議MCだけでなく、超パーティーでもMCとして参加。両方共に“ドグマ風見らしく”やり遂げる。
そんな中、個人放送では4月に念願の個人チャンネルを開設。著作権等の都合もあり、当初は有料無料に関わらずトークメインの放送を行っていたが、11月の『D4: Dark Dreams Don't Die』チャレンジでゲーム実況放送を開始。12月の『ロマンシング サ・ガ3』チャレンジで、チャンネル放送の特権でもある24時間枠での放送を初めて敢行する。ちなみにゲーム実況放送は全編無料で行っている。そして2月には新たな試みとして、YouTubeのチャンネル『ドグチューーブ』を開設。前年秋より生放送のアーカイブ収録でYouTubeを利用していたが、生放送にシフトして以降滞っていた動画制作も再開。ただ、多忙という事もあって以前のような作り込んだものではなく、基本的に「撮って出し」に近いスタイルでの動画となる。なお、後に『ドグチューブゲームズ』を開設し、アーカイブ等ゲーム実況動画はそちらにて投稿するようになる。そんな中での個人放送は、月1回のペースで長時間ゲーム放送を行い、恒例の夏のSPでは68時間という昨年を上回る放送時間を達成。さらに年末のSPでは54時間、それだけでなく7月には『ファイナルファンタジーV』のチャレンジで56時間、前述にもある『ロマンシング サ・ガ3』では57時間の放送を行う。ちなみに、そんな感じでの個人放送と公式放送の出演時間の合計は、2014年だけで1,000時間超となる。
2015年　年明けから前年を上回るペースで公式放送に出演。そんな中でも個人放送では月1定期の長時間放送を行う。3月には前年秋からレギュラーを務めた『ドグキヨのガルでボアボアいかせて』が終了。余談だが、その最終回ロケで家がばれてしまい、1年半ほど過ごした東京の拠点からの引っ越しを余儀なくされる。ニコニコ超パーティーでは、新しく作られたゲーム実況ステージのMCを務めた。7月末、高橋名人と『ルミナスアーク インフィニティ』実況プレイ動画を公式公開。ユーザー生放送においては、忙しいタレント活動の合間を縫って“月１回の長時間生放送”を目標に放送を行う。そんな中での恒例の夏の長時間SPでは、これまでの１放送回での完結ではなく、前・中・後編の3放送回に跨いでの放送を行い、その放送時間はトータルで125時間超に及んだ。ちなみに、後編においては72時間27分という、1放送回での放送時間の自己記録を更新した。なお、9月はその長時間SPでの様々な反動があり、“月1回”を目標にしていた長時間放送を行うことができなかった。11月、これまでに生放送内では度々口にしていた本名をツイッター上で正式に公開。
2016年　前年同様に月1回の長時間ユーザー生放送を目標に精力的に活動を展開するが、3月にアレルギーによる皮膚の異常で1週間ほど休業。以前からアレルギー症状については訴えていたが、それまでの腕や足といった服で隠れる部分だけではなく、顔に酷い症状が現れたため、自身のユーザー生放送を含めた放送への出演を自粛した。なお、そのアレルギー症状については当初、魚介類を摂取した際に顕著な症状が出ていたため、自己診断でそれが原因と思っていたが、精密検査を受けた結果、過労・ストレスによるものと診断された。
7月8月には、昨年に続いて前後編制の100時間SPを放送。夏のSP恒例となっている旅企画では車を購入し、オリジナルのラッピングを施した、いわゆる『痛車』を製作。それを筆頭に、その他企画を含めた総制作費は200万円に上り、ニコニコ動画のチャンネル放送として運営されているが、インターネットの個人放送としては、あまり例の無い規模で行われた。
10月よりスタートのJFN系ラジオ『ニコラジパーク』の月曜メインパーソナリティーに就任。ラジオでは初のレギュラー番組となる。
10月12日の個人放送内で、9月より、芸能事務所ワタナベエンターテインメントとニコニコ動画を運営するドワンゴとの合弁会社『ワタナベアマダクション』の所属となった事が発表された。
2017年　前年末に引っ越し・移転した自宅兼スタジオを中心に、精力的に個人放送を展開。前年の放送時間898時間に大きく上乗せする1550時間の生放送を行い、ニコニコチャンネルアワードの生放送時間で第3位にランクインした。（※上記の放送時間はYouTubeチャンネルのみの放送も含む）
公式の活動においては、前年秋から始まったラジオ番組『ニコラジパーク』を始め、ニコニコ夏の恒例イベント『ニコニコ町会議』のMCとして参加するなどコンスタントに活動を展開。
2018年　前年に引き続き、メインパーソナリティーを務めるニコラジパーク月曜日（JFN系ラジオ）とドグマチャンネル（ニコ生・YouTube）をメインに活動を展開。ドグマチャンネルにおいては、昨年から減りはしたものの1159時間の放送時間を記録。メインコンテンツとなるゲーム実況では、自身が登場しない「スタッフウィーク」と称した新たな試みや、AbemaTV公式番組「実況王」と連動させた長時間チャレンジなどを企画・放送。そして恒例となっている「夏の100時間SP」では、放送期間中の渋谷の街にアドトラックを走らせるという企画を敢行した。また自身のチャンネル以外のインターネット生放送においては273時間・98本の番組に出演した。
2019年　4月、所属していたワタナベアマダクションの解散によりフリーとなるが、自身のネット配信とメインMCを務める『ゲーがく』などの外部のネット配信、パーソナリティーを務めるラジオ『ニコラジパーク月曜日』をメインとした活動は、これまでと変わらず展開。自身が運営するネット配信では、週1回の雑談放送と通常のゲーム実況放送に加え、新たな企画放送『ロマンシングゲームズ（※基本月1回）』をスタート。それらに恒例となっている夏のスペシャル放送などを加えた放送時間は1378時間（放送枠＝214）であった。また外部のインターネット放送（収録放送含む、短編動画除く）は62番組（放送時間は167時間）に出演し、その他では『白猫プロジェクトファンミーティング』などのオフラインイベントのMCを務めた。
2020年　世界的に蔓延した新型コロナウイルスは多分に漏れず活動内容にも影響を及ぼし、年前半はレギュラーのラジオについてはスタジオに参加しないリモートなどで対応されたが、外部でのインターネット放送（生放送・収録）は無くなることがしばしばだった。そのため自身のスタジオでの放送が増加し、スタジオは1人を基本としてゲスト・スタッフはリモートという形式での放送を展開した。年後半になると感染対策も進んで外部の仕事量は戻ってくるが、毎年恒例としている夏の長時間スペシャル放送の内容を、様々な事情を鑑みて例年のものから大幅に変更せざるを得ず、1つに密な状態を考慮して実家でもある岐阜スタジオでの開催を断念して外部のスタジオを使用、2つに往来を考慮して中継企画の断念と遠方からのゲストのリモート参加という形を取って開催された。
12月には東京に活動の拠点を移してから4件目となる自宅兼スタジオに移転。前述の通り1年を通したコロナ禍という状況にあって自身では1498時間の生放送（放送枠240）を行い、外部の仕事においてはラジオ『ニコラジパーク月曜日』とインターネット放送（生放送・収録放送、全65本約188時間）という2020年の活動内容であった。
2021年　個人でのネット生配信と公式生配信のMC、そしてメインパーソナリティーを務めるラジオを中心に活動を展開。個人での生配信は、昨年に引き続きコロナ禍の情勢を鑑みてゲスト等の規模を縮小し、恒例としている夏の長時間生配信は昨年に続きスタジオを借りて、例年の3日から2日間に短縮して開催した。通常の配信においては、3月に前年末に引っ越し・移転した自宅兼スタジオの内装工事を行い、同時に65インチのタッチパネル式モニターを導入。上述の通りコロナ禍という状況を考慮しながらの活動となり、往来を避けるため実家でもある岐阜からの配信が2010年4月に生配信を開始して以降、初めて行われなかった。配信時間は1397時間（生配信のみ※12月31日開始分まで、放送枠237）。
外部の仕事では、2016年10月よりメインパーソナリティーを務めていた『ニコラジパーク』が3月で終了し、4月より『クリエイターズ・スタジオ with ボカコレ』と番組名を改めスタートした。
2022年　自身のネット配信と公式のネット配信、そしてメインパーソナリティーを務めるラジオを中心に活動するが、12月初旬に新型コロナウイルスにり患。自身のネット活動を休止するだけでなく、病気理由としては初めてラジオの生放送を欠席した。
配信時間は1334時間38分（生配信のみ放送枠206※12月31日放送開始分まで）
また2月6日放送の「勝手に35周年記念MSX版メタルギア2に挑戦」にて、これまで休止していた「してくべ」について「いつまでも含みを持たせた休止をするのは良くない」などの理由により正式に解散を発表した。
2023年　新型コロナの5類以降に伴い、2020年以降見送っていた岐阜からのスペシャル放送を再開。活動は自身のネット配信と公式の配信番組、そしてメインパーソナリティーを務めるラジオを中心に行う。なお個人での配信時間は1197時間51分（放送枠190）で、出演した公式番組は148時間43分（36番組）。
2024年　9月1日にYouTubeチャンネル『ドグチューブ』が、2013年11月の本格稼働から約11年で登録者数10万人を達成する。活動は引き続き個人でのネット配信をメインとするが、毎年夏ごろに恒例としていた大型SP放送は、リフレッシュなどの意味を込めて中止とし、代わりとしてYouTubeチャンネルの登録者数達成記念の放送を行った。なお個人での配信時間は1189時間31分（放送枠176※12月31日放送開始分まで）、出演した公式番組は69時間32分（24番組）
2025年　5月15日に自身のSNSにて結婚を発表。その報告をした投稿は、スポーツ紙などのネットメディアでもニュースとして報じられた。

## 活動記録

### 制作動画・生放送のゲスト
- 田村淳(ロンドンブーツ1号2号):ドグ×アツゲーム実況(2013年8月19日)他、ドグチューーブ第100回[6] - 102回
- 石田晴香(AKB48):ドグチューーブ第133回 - 135回
- 吉村由美(PUFFY):ドグチューーブ第200回 - 202回
- 平井善之(アメリカザリガニ):ドグチューーブ第300回 - 302回、『ナショナルゲームライブTV』プリンス・オブ・ペルシャにチャレンジ!(2015年5月13日放送)
- 松嶋初音:ドグチューーブ第327回 - 329回
- 梨蘭:ドグチューーブ第341回 - 343回、ドグ生秋SP2022（スタジオ出演）
- マックスむらい:ドグチューーブ第350・352・353回
- 戸井康成:【23H】ドグ生 冬の23時間生放送【レトロゲーム冬の祭典SP】(2011年12月18日放送)他
- 吉田晄浩:【ゲーム・バー】ダウンタウン番外編それゆけミラクル☆キッズ【より中継】(2012年5月6日放送)他
- 山下絹代:【MSX】悪魔城ドラキュラにチャレンジ!(2013年1月6日放送)
- 仲間将太:同上、ドグチューーブ第30回他
- スコット津村:【スペランカー】スペランカーコレクション発売記念!『スペランカーシャブりつくしのテンテレンテレンテレンテテッテッテな2時間SP!』(2013年1月19日放送)
- 崎元仁:【トーク】『D-wave』パイロット版《崎元仁&Shota Nakama》【番組】(2013年2月23日放送)
- 岩田匡治:同上
- 黒川文雄:【トーク】『D-wave増刊号』ゲスト《チームモンケン》【番組】(2013年6月16日放送)
- 浜渦正志:【X'mas】ドグマ生放送クリスマスSP 〜聖夜に性など求めないぞオレ達は!暑苦しい男達の集い〜【24hSP】5 (2013年12月23日放送)
- SWERY:【ドグマ】XboxOne『D4』にチャレンジ!(2014年11月4日放送)他
- ルパン小島:【FF3】ファイナルファンタジーIIIにチャレンジ!（2015年5月22日放送）他
- 時田貴司：【FF】FINAL FANTASYⅥにチャレンジ！【6】（2017年4月1日放送）他
- 小林幸子：ドグ生夏SP2018-2021、2022秋SP（ビデオメッセージで出演）
- 佐藤哲夫（パンクブーブー）：YouTube動画[7]、ドグ生秋SP2022（2022年10月8日）※ともにYouTubeでの活動名テツオ☆キッズとして出演）
- 行成とあ：ドグ生夏SP2021（VTRナレーション）、ドグ生秋SP2022（VTRナレーション、スタジオ出演）
- 高井舞香：ドグ生夏SP2019（中継企画出演）、ドグ生秋SP2022（VTR出演）
- 高橋名人：ドグ生秋SP2022（VTR出演）
- トランプマン：ドグ生秋SP2022（スタジオ出演）
- 今村孝矢：発売前の新作アドベンチャーゲーム『OMEGA 6』を原作者と遊ぶ！（2024年5月17日 スタジオ出演）

### 主な個人放送の記録
2010年
- 休日にゲームは至高 (FCメタルギア)(6月21日(月)13時28分 - 22日(火)4時:放送時間11時間)
- ファミコン【スターウォーズ】マークハミル似がクリアまで全裸で待機!!(7月13日(火)0時 - 4時45分)
- ドラゴンナイト&リンクの冒険他】アルゼンティーナがマラドーナ監督に捧げる放送!(7月15日(木)22時 - 16日(金)4時33分:放送時間6時間30分)
- 今日こそファミコン【コンボイの謎】をクリアまでやる!(8月17日(火)18時 - 18日(水)0時:放送時間5時間30分)
- 24時間生放送!! ドグマは地球を巣食う!! 〜史上最大の炊き出し放送forever〜 (8月28日(土)18時 - 30日(月)1時:放送時間28時間20分)
- ファミコン【リンクの冒険】今日こそクリア 〜指が折れるまで〜 (12月10日(木)20時 - 11日(金)4時14分:放送時間7時41分)
- 年末炊き出し大特番!!ドグマ20H生放送!!(12月30日(木)19時 - 31日(金)17時13分:放送時間21時間10分)

2011年
- ファミコン【ゼルダの伝説】裏ゼルダをクリアまでのロンド(1月7日(金)21時30分 - 8日(土)6時1分:放送時間8時間31分)
- してくべ生!!スネークズリベンジ延長戦!!(1月22日(土)19時 - 23日(日)2時56分:放送時間8時間26分)
- 【悪魔城ドラキュラ】ドラキュラ伝説 ReBirthをクリアまで!!(3月18日(金)19時30分 - 19日(土)10時36分:放送時間14時間10分)
- 【SFC】クロノ・トリガーを◯◯◯◯代表がシレっとプレイ(3月22日(火)15時 - 6月26日(日)7時15分:放送時間45時間52分※長期継続企画、◯の部分は毎回違うサッカー強豪国の名前が入る。ちなみに最終回はJAPAN)
- ドグマ23時間生放送《レトロゲーム春の祭典スペシャル…そして伝説へ》(5月7日(土)18時 - 9日(月)1時20分:放送時間29時間17分)
- 『してくべ』24時間生放送【レトロゲーム夏の祭典スペシャル】(7月16日(土)17時 - 18日(月)0時45分:放送時間29時間20分)
- 【ゲームオータムフェスタ】アクション-エロ-クソゲー《鬼畜三銃士 20時間放送》(10月29日(土)19時 - 30日(日)20時30分:放送時間24時間)
- ドグ生 冬の23時間生放送【レトロゲーム冬の祭典SP】(12月17日(土)17時 - 19日(月)4時43分:放送時間30時間41分)
- 【サンタも!!】ドグ生 冬の23時間生放送 延長戦 【クリスマスSP】(24日(土)19時 - 25日(日)14時:放送時間18時間)

2012年
- 【SFC】『悪魔城ドラキュラXX』にチャレンジ!!(3月31日(土)21時 - 4月1日(日)19時6分:放送時間19時間26分)
- ゲームキングダム!!【ゲーム情報バラエティ】(4月7日(土)21時 - 23時37分)
- ゲームキングダム!!第2回【ゲーム情報バラエティ】(6月17日(日)19時 - 21時53分)
- ゼルダの伝説 時のオカリナGC裏の裏までヘーイリッスンしながらテレレレーな48時間!!(6月29日(金)17時 - 7月2日(月)8時18分:放送時間52時間49分)
- ゼルダの伝説 神々のトライフォース 剣ナシプレイ【ドグマの今夜も眠れNight】(7月7日(土)17時 - 9日(月)4時45分:放送時間29時間15分)
- してくべ24時間生放送!!【夏の祭典SP】(8月25日(土)13時 - 27日(月)3時55分:放送時間34時間19分)
- 一人24時間生放送!!【夏の終わりSP】(9月8日(土)13時 - 10日(月)3時10分:放送時間31時間55分)
- 【PCエンジン】カットビ!宅配くんにチャレンジ!(11月11日(日)11時 - 12日(月)1時55分:放送時間13時間25分)
- ゲームキングダムSPアサシンクリードであなたの心を暗殺しちゃうぞ24時間生放送!メーカー公認UBIさん見てる?(12月23日(日)21時 - 25日(火)9時46分:放送時間32時間59分)

2013年
- スペランカーコレクション発売記念!『スペランカーシャブりつくしのテンテレンテレンテレンテテッテッテな2時間SP!』(1月19日(土)21時 - 23時22分)
- 【セガ】「龍が如く OF THE END」でEND OF DAYな24時間!!(2月1日(金)19時 - 3日(日)7時3分:放送時間32時間3分)
- 『D-wave』パイロット版 ゲスト《崎元 仁&Shota Nakama》(2月23日(土)19時 - 21時52分)
- 1人24時間生放送 メトロイド ゼロミッションにチャレンジ!(5月4日(土)19時 - 6日(月)4時23分:放送時間29時間53分)
- ドグ×アツ ゲーム実況(8月19日(月)21時30分 - 20日(火)5時42分:放送時間8時間12分)
- ゼルダの伝説 ムジュラの仮面3日で世界を救おう!でもオレたちはきっと救われないぞ!クリアまで3DAYSスペシャル!!ドグマリンクとその仲間たちはこの3日間で何を得、何を失うのか…2013秋Forever(10月11日(金)18時 - 15日(火)0時:放送時間65時間4分)
- あのゲームに1人で24時間チャレンジ(10月26日(土)19時 - 28日(月)2時:放送時間24時間※海外版リンクの冒険&謎の村雨城)
- ドグマ生放送クリスマスSP聖夜に性など求めないぞオレ達は!暑苦しい男達の集い(12月22日(日)15時 - 23日(月)20時30分:放送時間25時間30分)

2014年
- 【ファミコン】悪魔城伝説アルカードルートにチャレンジ!(1月27日(月)20時 - 29日(水)7時52分:放送時間19時間31分)
- キン肉マン ハチャメチャ忙しスーパーヒーロー ドグ 10×9 10×9 10×9 10×9=24時間?MUSCLEスペシャル!!(15日(土)18時 - 16日(日)18時12分:放送時間18時間12分)
- あのゲームに1人で24時間チャレンジ(5月5日(月)18時 - 7日(水)2時27分:放送時間22時間37分※源平討魔伝1&2にチャレンジ)
- ゴルゴ13SP ドグマ東郷は視聴者のハートをスナイプすることができるのか!?24時間!(6月7日(土)18時 - 9日(月)5時:放送時間23時間29分)
- 【スーファミ】ファイナルファンタジーVにチャレンジ!(7月12日(土)19時 - 17日(木)0時48分:放送時間56時間16分)
- ドグマ生放送夏の48時間!魔界村3部作に“超"挑戦SP ネット界の魔界、ドグ生に女神のほほえみはあるのか?ドグアーサーと10人の仲間たち(9月5日(金)14時 - 9日(火)4時51分:放送時間68時間37分)
- Xbox One『D4』にチャレンジ!(11月4日(火)20時30分 - 5日(水)2時26分:放送時間5時間53分、26日(水)20時 - 24時29分)
- ロマンシング サ・ガ3に挑戦!【SFC】(12月8日(月)19時 - 11日(木)6時30分:放送時間57時間)
- ドグマ生放送年末36時間SP!(12月28日(日)20時 - 31日(水)7時1分:放送時間53時間59分)

2015年
- バイオハザード4にチャレンジ!48時間生放送!(1月5日(月)20時 - 8日(木)2時47分:放送時間51時間36分※休憩・再放送込)
- メトロイドフュージョンにチャレンジ!24時間生放送!(2月10日(火)20時 - 13日(金)3時11分:放送時間44時間22分※休憩・再放送込)
- 忍者龍剣伝にチャレンジ!【ファミコン】(3月7日(土)13時 - 8日(日)13時52分:放送時間17時間34分)
- 【PS3】Deadly Premonition レッドシーズプロファイル ギネスに載った伝説のゲームにチャレンジ!(3月21日(土)20時 - 23日(月)7時2分:放送時間33時間32分※アーカイブ時間28時間54分)
- 【SFC】聖剣伝説2にチャレンジ!(4月7日(火)19時 - 10日(金)0時17分:放送時間43時間37分※アーカイブ時間32時間59分)
- 【バンダイナムコ】妖怪道中記にチャレンジ(4月20日(月)18時 - 21日(火)6時2分:放送時間12時間2分)
- 【PCエンジン】リンダキューブにチャレンジ!シナリオA(5月5日(火)13時 - 6日(火)22時6分:放送時間27時間40分)
- 【アメザリ】『ナショナルゲームライブTV』プリンス・オブ・ペルシャにチャレンジ!(5月13日(水)13時 - 23時)
- 【FF3】ファイナルファンタジーIIIにチャレンジ!(5月22日(金)20時 - 26日(火)6時57分:放送時間80時間57分※アーカイブ時間51時間48分)
- 風岡範明アワー おまっとさんでした風雲ドグマ生放送全員集合で100時間ごきげん夏の祭典SP大爆笑2015
（前編7/29〜8/1 中編8/16 後編8/28〜31、放送時間合計125時間41分）

2016年
- 【新春】ドグマ生放送新春SP！【SP】（1月9日（土）13時〜11日（月）18時57分 放送時間40時間36分）
- 【XboxOne】ライズオブトゥームレイダーにチャレンジ！【つくり場】（1月15日（金）23時～18日（月）21時44分 放送時間69時間45分※休憩時間込）
- 【FF4】ファイナルファンタジー4にチャレンジ！【ﾄﾞｸﾞﾏ】（3月11日（金）20時〜3月14日（月）5時24分 放送時間43時間10分）
- ファイナルファンタジー4 THE AFTERにドグマがチャレンジ（4月8日（金）20時〜19日（火）1時8分 放送時間65時間39分）
- 今年もやってきた！ドグ生夏の100時間生放送～第三者の目で厳しく精査してくれSP～（前編7月23・24日 後編8月26～29日 放送時間合計86時間7分）
- 【PS4】バイオハザード6にチャレンジ【ﾄﾞｸﾞﾏ】（11月5日～12月1日 全6回 合計放送時間47時間30分）

2017年
- 【ﾄﾞｸﾞﾏ】ドグ生！冬の36時間スペシャル！【36h】（2月4日（土）15時～5日（日）22時25分　放送時間30時間25分）
- 【ﾄﾞﾘｰﾑ】ソニックアドベンチャー2にチャレンジ！【ｷｬｽﾄ】（3月18日（土）19時～19日（日）19時59分　放送時間15時間1分）
- 【FF】FINAL FANTASYⅥにチャレンジ！【6】（4月1･2日（土･日）、6～8日（木～土）、15･16日（土･日）、23日（日）放送時間79時間54分）
- 【Xbox】ブルードラゴンにチャレンジ！（6月3日（土）～28日（水） 合計11枠　放送時間110時間10分）
- ＜生放送ワイドスペシャル＞ドグマ大爆笑2017夏【100時間】（9月1日（金）12時～3日（日）17時44分　放送時間52時間14分）
- 【FF9】ファイナルファンタジー9にチャレンジ【ﾄﾞｸﾞﾏ】（11月16日（木）18時～19日（日）23時23分、25日（土）18時～27日（月）4時53分　合計放送時間71時間11分）

2018年
- 【FF2】FINAL FANTASY2に挑戦【ﾄﾞｸﾞﾏ】（1月1日（月）13時～4日（木）3時13分　放送時間40時間45分）
- ファイナルファンタジーⅢに挑戦（1月27･28日（土･日）、2月３･4日（土･日）合計放送時間41時間35分）
- 春のドグ生スタッフウィーク（3月18日（日）～23日（金）5番組・合計放送時間69時間8分　※ドグ生スタッフ5人による連日のリレー放送）
- 同級生スペシャル（4月8･15･22日（日）合計放送時間25時間21分　※8･15日は同級生2、22日は同級生をプレイ）
- クロノ・トリガーに挑戦（5月3日（木）13時～6日（日）14時28分　放送時間44時間9分）
- スクエニRPGサマーSP（8月4日～12日16日17日　放送時間116時間32分  ※ロマンシングサガ３＆ファイナルファンタジー５＆ファイナルファンタジー14にチャレンジ）
- 2018 ドグ生 夏の100時間放送 3日間ぶっ通しスペシャル【ﾄﾞｸﾞﾏ】（9月7日（金）13時～9日（日）15時58分　放送時間49時間50分）
- FINAL FANTASY Ⅶに挑戦（12月7日（金）17時～10日（日）3時37分　放送時間40時間23分）

2019年
- ファイナルファンタジーⅠに挑戦（1月1日（火）13時～5日（土）1時23分　放送時間56時間7分）
- FINAL FANTASY Ⅶに挑戦（1月17日（金）17時～21日（月）0時46分　放送時間34時間59分）
- パイロットウイングスに挑戦（2月16日（土）19時～17日（日）21時3分　放送時間16時間13分）
- FINAL FANTASY X HD Remasterに挑戦’（4月12日（金）～5月11日（土）全７回　放送時間77時間18分）
- 2019 ドグ生 夏の100時間 三日間ぶっ通しSP（8月23日（金）12時～25日（日）17時45分　放送時間53時間45分）
- ドグマ風見のロマンシングゲームズ
  - 第1回 バンパイアキラー（5月4日（土）13時～25時5分）
  - 第2回 忍者龍剣伝２（6月1日（土）13時～27時57分）
  - 第3回 ロックマンメガワールド（6月8日（土）13時～9日（日）21時51分 放送時間21時間3分）
  - 第4回 ドラゴンクエスト２（7月20日（土）13時～21日（日）26時18分 放送時間29時間20分）
  - 第5回 メトロイドアザーＭ（10月19日（土）13時～20日（日）7時）
  - 第6回 飛龍の拳Ⅱドラゴンの翼（11月9日（土）13時～10日（日）17時20分　放送時間25時間3分）
  - 第7回 ゼルダの伝説神々のトライフォース 剣なしプレイ（12月7日（土）8日（日） 放送時間24時間58分 ※両日とも13時開始、YouTubeのみでの放送）

2020年
- ドラゴンクエストⅢ ゲームボーイカラー版に挑戦（1月1日（水）13時～4日（土）22時13分　放送時間71時間4分）
- ドラゴンクエストⅥに挑戦（全8回 初回1月11日（土）最終回2月19日（水）放送時間81時間3分）
- PCエンジン mini 全タイトル制覇27時間生放送（3月20日（金）15時～21日（土）19時24分　放送時間29時間14分 ※いい大人達との共同放送）
- ドラゴンクエストⅧをクリアまで放送（4月29日（水）～5月15日（金） 全９回　放送時間98時間21分）
- ドグマ風見のロマンシングゲームズ
  - 第8回 ドラゴンボールドラゴンボールＺ 超サイヤ伝説（1月25･26日（土･日）放送時間25時間47分）
  - 第9回 プリンスオブペルシャ２（2月22･23日（土･日）放送時間24時間41分）
  - 第10回 バイオハザード５（4月4･5日（土･日） 放送時間22時間24分）
  - 特別編 Go to レトロゲームキャンペーン（7月24～26日（金～日）放送時間31時間42分 ※モンスターワールド4・バトルゴルファー唯・ソニックザヘッジホッグ２に挑戦）
  - 第11回 バイオニックコマンドー（9月26･27日（土･日）放送時間21時間9分）
  - 第12回 極魔界村改（11月21･22日（土･日）放送時間22時間1分）
- ドグ生感謝祭（100時間じゃないョ！）全員集合！2020（8月28日（金）～30日（日）放送時間51時間7分）

2021年
- ドラクエ4 クリアまで生放送（20年12月31日（木）18時～3日（日）20時45分（放送時間63時間4分）、1月9日（土）19時～10日（日）24時41分（放送時間17時間4分））
- ドラゴンクエスト7 GW7日間でクリアまで生放送（4月29日（木）～5月15日（土） 全12回　放送時間134時間33分）
- 超レアなメガテン！『偽典・女神転生 東京黙示録』をクリアまで生放送（5月16日（日）～6月20日（日） 全12回　放送時間119時間15分）
- スーパーゲームバラエティ36時間SP【ドグ生リベンジャーズ生放送2021】（9月18日（土）13時～19日（日）22時40分　放送時間33時間40分）
- 新発売 『The Good Life』を制作者とロングプレイ！（10月17日（日）13時～23時47分）
- 真・女神転生5 クリアまでLive（11月11日～12月1日 全10回 放送時間84時間57分）
- ドグマ風見のロマンシングゲームズ
  - 第13回 メタルギアソリッド（2月13･14日（土･日）放送時間21時間25分）
  - 第14回 マクドナルド トレジャーランドアドベンチャー（12月12日（日）放送時間9時間55分）

2022年
- ドラクエ3 海外版 日本版 同時プレイ（21年12月31日（金）～1月4日（火）放送時間64時間7分 ※5日早朝終了）
- 真・女神転生1 クリアまでLive（5月3日～8日（火～日）,14･15日（土日）放送時間82時間33分）
- ファミコン 初代 女神転生 クリアまでLive（8月11日～14日、8月20,21日 放送時間58時間34分）
- なるほど・ザ・ワールドグ生 秋の祭典SP プロジェクトK 2022（10月8日（土）13時スタート 9日（日）21時終了 放送時間32時間）
- ドグマ風見のロマンシングゲームズ
  - 第15回 セプテントリオン（2月19日（土）放送時間10時間59分）
  - 第16回 ウルトラマン怪獣帝国の逆襲＆SFCウルトラマン（6月5日（日）放送時間11時間19分）

2023年
- 龍が如く 極 メイン サブストーリー ALLクリアLive（22年12月31日（土）～1月4日（水）放送時間59時間40分）
- 真・女神転生2 クリアまでLIVE（5月3日（水）～28日（日）全10回 放送時間105時間23分）
- SDjijiisエコロ爺 爺続可能ドグナマ予算かけないぞ３日間SP ~ただいま岐阜スタジオ~ （10月20日（金）13時開始～22日（日）19時41分終了　放送時間54時間41分）
- 龍が如く公認ストリーマー企画
  - 龍が如く 維新 極 メインサブ クリア（2月22日（水）～3月5日（日）全７回 放送時間69時間36分）
  - 龍が如く7 クリアまで（3月10日（金）～7月7日（金）全11回 放送時間62時間44分）
  - 北斗が如くクリアまで（7月14日（金）～9月1日（金）全５回 放送時間30時間43分）
  - 龍が如く７外伝クリアまでプレイする男（11月9日（木）～12日（日）4日連続 放送時間27時間2分）
- ドグマ風見のロマンシングゲームズ
  - 第17回 仮面ライダーSFC&PS（3月25日（土）放送時間8時間11分）

2024年
- ドラクエ11 一週間でクリア（23年12月31日（日）～1月14日（日）全10回 放送時間106時間8分）
- ドグチューブ登録者数達成記念放送
  - 5万人記念ファミコンゲーム5番勝負（2月17日（土）～3月3日（日）放送時間48時間54分）
  - 6万人記念タレントゲーム5番勝負+α（4月6日（土）～21日（日）全6回 放送時間57時間45分）
  - 6.9万人記念恋愛ゲーム3番勝負（5月3日（金）～5日（日）28時間38分）
  - 8万人記念マイクロニクス6番勝負（7月20日（土）～8月4日（日）放送時間53時間41分）
  - 9万人記念女神転生2（8月15日（木）～25日（日）全6回 放送時間72時間3分）
  - 10万人記念放送（9月1日（日）放送時間6時間12分 ※トークメイン）
  - 11＆12万人記念映画ﾚﾄﾛｹﾞｰﾑ5番勝負（10月27日（日）～11月10日（日）放送時間53時間18分）
- 龍が如く公認ストリーマー企画
  - 龍が如く極２（23年9月8日（金）～1月20日（土） 全8回 放送時間45時間46分）
  - 龍が如く8（1月26日（金）～2月10日（土）全8回 放送時間76時間6分）

## 出演

### ライブ・イベント
※インターネット放送などのないもの
- 戦国炎舞 -KIZNA-　3周年KIZNA祭 -冬の宴- in東京[8]（2016年12月17日）
- CAPCOM®LIVE！[9]（2016年12月22日熊本公演12月25日福岡公演）
- 東京オートサロン2017 FLEXブース（1月14・15日 トークショーMC）
- VIDEO GAME ORCHESTRA 東京公演（2017年3月25日 MC）
- ゲーム実況わくわくフェスティバルver.5〜武道館スペシャル〜（2018年1月7日）
- ゲーム実況わくわくフェスティバルver.6（2018年10月7日）
- ルパ生劇場版 ルパン小島・ドグマ風見・タイチョー（いい大人達）のゲーム実況イベント in 高円寺フェス（2018年10月28日）
- 『ボーダーランズ３』発売直前“リア銃”お披露目イベント（2019年9月8日 イベントMC）
- TGS2019 ガールカフェガンブース（2019年9月14日）
- 白猫プロジェクトファンミーティング2019-2020（徳島：19年9月21日、札幌：10月26日、金沢：19年11月23日、福岡：19年12月21日）
- FIFA ワールドカップ 2022™ パブリックビューイング[10]（2022年11月27日）

### テレビ番組
過去のレギュラー
- 「ドリームクリエイター」シリーズ
  - ドリームクリエイター[注 1](テレビ東京、2012年10月5日、2012年12月21日 - 2013年1月4日、2月1日、2月22日、2013年3月15日 - 2013年3月28日)
  - ドリーム²クリエイター（テレビ東京、2013年4月10日 - 2013年9月25日）
- 全力!ネットユーザーつくり場〜集まれ!ドリームクリエイター〜(テレビ東京、2013年10月6日 - 2014年3月30日)

不定期出演
- 金曜カーソル（WOWOWプライム、2014年4月18日 - 2014年9月12日）

#### ゲスト出演
- ゲーム王　チン・ゴジダ　〜決死のヤキトリ作戦！〜（ABC朝日放送　2016年10月16日）

### ラジオ番組
- ニコラジパーク → クリエイターズ・スタジオ with ボカコレ[注 2]（JFN系 2016年10月3日 - 、月曜日担当）
- Startline（Fm yokohama 2018年4月7日ゲスト出演）

### インターネット番組

#### YouTube・ニコニコ生放送などの公式番組
長時間番組は複数の出演者が交代で出演する物が多い。
レギュラー
- D2メガテン公式生放送（2018年3月 - MC出演 ※不定期）
- レジェンドゲームマスターズ～不可能ミッションに挑め～（2025年5月 - MC出演）

過去のレギュラー
- 「ドリームクリエイター」シリーズ
  - ドリームクリエイター[注 3](2012年9月29日、2012年12月15日、12月22日、2013年2月16日、2013年3月9日 - 2013年3月24日)※毎週TV収録を生放送配信
  - ドリーム²クリエイター（2013年4月2日 - 2013年9月3日）※隔週でTV収録を生放送配信
- 全力!ネットユーザーつくり場〜集まれ!ドリームクリエイター〜(2013年9月17日 - 2014年3月18日)※TV収録を生放送配信
- 【10ヶ月ぶりの集合】全力!ネットユーザー 「つくり場」 【近況報告SP】(2015年1月15日)
- カプコンゲームSPECIAL 戦国BASARA4 ニコニコ生放送へ進軍!(2013年12月12日 - 2014年2月6日)※隔週放送
- ドグキヨのガルでボアボアいかせて[11]（2014年10月25日 - 2015年3月28日）※毎月放送
- ネオゲーム喫茶876再び開店[12]（2015年9月30日 - 2016年2月17日）MC出演 ※隔週放送
- アニぱら音楽館nico（仮）（2014年2月20日 - 2016年3月17日）MC出演
- ドグマ風見のゲーム実況ライジング【闘TV】（2015年9月8日 - 2016年4月26日）※隔週放送
- 月刊ファイナルファンタジーレジェンズⅡ開発室（2017年2月3日-5月26日）※月イチ放送
- MUSIC LIVE  DoGeroppa -ドゲロッパ-（2017年4月22日初回放送-7月30日 全4回）
- ゲーがく！（2016年7月19日 - 2023年12月15日 MC出演）※隔週～月イチ～不定期と変遷
- 「白猫プロジェクト」生放送（2014年11月30日 - MC出演 ※不定期）
- FIFA MOBILE公式生放送（2020年9月 - 2023年10月 MC出演 ※不定期 全15回）
- ゲーム実況タイムショック〜時間内にクリアセヨ〜（2024年6月～2025年3月 MC出演 全４回）

不定期出演
- ニコニコ超会議2
  - 超会議2特番(2013年1月21日 - 2013年3月11日、2013年3月25日、2013年4月1日 - 2013年4月22日、2013年4月23日)※基本的に毎週放送
- 共闘学園
  - 共闘学園 熱いぜ!夏の共闘教室!!!! 共闘学園(2013年8月30日)
  - PS Vita presents 共闘学園 文化祭(2013年11月3日、2013年11月4日)レポーター出演
  - PlayStation®Vita 共闘学園presents 「共闘学園 春のセンバツ大会」@秋葉原(2014年3月23日)MC出演
  - 共闘学園 THE FINAL 共闘は続くよどこまでも!スペシャル(2014年10月24日)MC出演
- ソウル・サクリファイスデルタ
  - 『ソウル・サクリファイスデルタ』超特番!『ソルサク』に『デルタ』が出るた★超魔法バトルナイトデルタ!!(2013年10月5日)
  - 「共闘」体験版、ついにキタァァァァ!!!!『ソウル・サクリファイスデルタ』超特番!超魔法バトルナイトデルタ(2013年12月21日)
  - 発売目前!『ソウル・サクリファイスデルタ』超特番!!ソウル・サクリFES in ニコファーレ(2014年3月1日)
  - 『ソルサクデルタ』爆誕☆前夜祭っ! 超魔法バトルナイトデルタ(2014年3月5日)
- 『CABAL ONLINE』公式生放送(2014年2月26日、2014年3月5日、2014年3月12日、2014年4月23日)
- ファミ通×ニコ生 『月刊ファミ通feat.』(2014年5月9日、5月30日、6月27日、7月25日、8月29日、9月26日)
- 【インサイド Xbox】ニコニコ × Xbox One (ニコワン) (2014年8月8日、2014年8月28日、2014年9月3日、2014年10月29日、2014年11月15日、2014年12月27日)
- ドラゴンボールヒーローズ
  - ドラゴンボールヒーローズ4周年イベント ブロリー超サイヤ人4爆誕祭(2014年10月5日)MC出演
  - ドラゴンボールヒーローズ新シリーズ発表生放送 フリーザ様降臨祭(2015年3月1日)MC出演
- アソビモゲームチャンネル
  - 【アソビモゲームチャンネル開設記念】 イザナギオンラインや新作ゲーム情報も(2015年2月21日)MC出演
  - 【ビーモチャンネル】 ステラセプトオンライン!(2015年3月6日)MC出演
  - 【ビーモチャンネル】GO-ONE特集!(2015年3月27日)MC出演
  - ビーモチャンネルにこーすけが登場!βテスト直前の 『トーラムオンライン』 を実況プレイ!(2015年3月31日)MC出演
  - 【ビーモch】 人気タイトルイザナギオンラインとあの男達が公式放送に帰ってくる!(2015年4月10日)MC出演
  - 【ビーモチャンネル】ステラセプト特集!(2015年4月17日)MC出演
- 戦国炎舞-KIZNA-
  - 【12時間耐久】 MSSPがお送りする 「戦国炎舞-KIZNA-」(2014年12月19日)MC出演
  - 「戦国炎舞-KIZNA-」 2周年まで突っ走るぞ!特別番組(2015年2月28日、3月28日、4月4日、4月18日、8月1日、9月23日)
- 『ファイナルファンタジーレジェンズ 時空ノ水晶』 開発室 (2015年3月23日、8月21日、10月30日)MC出演
- ぼくポケ放送局（2015年7月12日、9月12日、10月7日）MC出演

単発
2012年
- 60時間ぶっ通し!ゲーム『ダークソウル』を全部クリアするまでお正月は終わらないぞ生放送![13]（1月3日)
- ゲーム『NINJA GAIDEN』18時間ぶっ通し!全クリアするまで終わらない放送!（2月10日）
- ゲーム『NINJA GAIDENΣ2』24時間ぶっ通し!全クリアするまで終わらない放送!（3月16日）
- 超会議直前! ゲーム『デモンズソウル』60時間ぶっ通し!クリアまで（4月20日）
- ニコニコ超会議
  - 超ゲーム実況スペシャルステージ@ニコニコ超会議（4月28日29日）
  - ニコニコ超パーティーLast Night2×0（4月29日）
- お疲れ超会議! ゲーム『ロックマンシリーズ』30時間ぶっ通し!クリアまで終わらない生放送!（4月29日）
- 火曜ニコラジ（6月5日）
- ゲーム『がんばれゴエモン』シリーズ39時間ぶっ通し!クリアまで終わらない生放送!（6月29日）
- SIRENシリーズ+人気ホラーゲーム81時間ぶっ通し!実況これを見ないと夏休みは終わらない生放送[14]（8月10日）
- せんとすの金曜ニコラジ(8月10日、9月21日）
- ニコニコ町会議2012
  - ニコニコ町会議全国ツアー2012in福島三春町 三春盆踊り（8月16日）
  - 離島甲子園 決勝戦を八丈島から生中継 第5回全国離島交流中学生野球大会[ニコニコ町会議] （8月30日）
- 70日間でメジャーデビューが決まる!公開劇場型オーディション[ニコYAN]（9月3日）
- 『マッピー』『ワルキューレの伝説』バンダイナムコゲームスレトロゲーム24時間ぶっ通しゲーム実況 秋のバンナム祭（9月14日）
- 【17時間】Windows8搭載PCもプレゼント!Windows8発売記念放送（10月25日）
- ニコニコ文化祭ツアー2012 北九州工業高等専門学校『高専祭』（11月3日）
- ニコニコ先生相談室 IN ニコニコ文化祭ツアー 北九州工業高等専門学校『高専祭』（11月25日）
- ニコニコ先生相談室 IN ニコニコ文化祭ツアー 国立電気通信大学『調布祭』（11月25日）
- 月曜ニコラジ（11月26日）
- Windows8アプリをつくってみよう!“8nightts"東京（12月3日）
- ソウル・サクリファイスドキッ!魔法使いだらけの共闘ナイト(命)ポロリもあるよ!（12月21日）

2013年
- 【迎春】ニコニコ初日の出2013 in 筑波山（1月1日）
- ゲーム『龍が如く』シリーズ73時間ぶっ通しゲーム実況駅伝 お正月SP!（1月3日）
- ニコニコ超会議2
  - ニコニコ超会議2 プレイステーションブースチャンネル 生放送（4月27日28日）
  - ニコニコ超パーティーII in ニコニコ超会議2（4月27日28日）
- ニコニコミュージックマスター
  - ニコニコミュージックマスター直前特番!ミューマス出演者大集合SP!（2月1日）
  - ニコニコミュージックマスター 歌ってみたと演奏してみたの祭典（2月9日）
  - ニコニコミュージックマスター2歌と演奏の祭典（8月17日）
- 『龍が如く5 夢、叶えし者』第一部・桐生編を遊び尽くせ!10時間ぶっ通しゲーム実況（2月17日）
- 高橋名人と椿姫彩菜のゲッチャ!（2月22日、3月1日,22日）
- 本日発売!マイクロソフトの『ハマる、タブレット、Surface|サーフェス』発売記念生放送（3月15日）
- ゲーム『魔界戦記ディスガイア』生誕10周年記念!ミッションクリアまで終わらない生放送（3月16日）
- 最新Windows8 PC×Office 徹底解明 生中継（3月28日）
- 春のニコニコ48時間ぶっとおし生放送!!（3月29日）
- ニコニコゲームマスター
  - ニコニコゲームマスター3×Minecraft Web予選&超会議ゲームエリア発表会（4月6日）
  - ニコニコゲームマスターpresents 地球防衛軍シリーズ28時間ぶっ通しゲーム実況（7月6日）
- ゲーム実況ナイト LEVEL01（4月13日）
- ゲーム『グリザイアシリーズ』実況生放送!（5月18-19日)
- 『テラリア』25時間ぶっ通しゲーム実況!（5月25日）
- ラグナロクオンライン
  - ラグナロクオンラインでドグマ風見さんと遊んでみた しゃけくまと14人の生主たち12日目（6月1日）
  - ラグナロクオンライン24時間生放送!!真夏の夜のカーニバル!（8月23日）
  - ラグナロクオンライン秋の夜長の2日連続生放送!（9月23日24日）
  - ラグナロクオンライン11thアニバーサリー・フェスタ イベントステージ生中継（11月24日）
- 最新夏モデルWindows8PC×Office徹底解明生中継（6月14日）
- 自作ゲーム52作品24時間ぶっ通しゲーム実況（6月15日）
- AXE脳科学研究所 公開生実験番組『香りで印象が変わるか試してみた』ユーザーと相談して「好感度キング」を目指せ!（6月23日）
- 『討鬼伝』発売前日スペシャル生放送!（6月26日）
- ニコニコ町会議全国ツアー2013
  - ニコニコ町会議 in 岩手県洋野町 たねいちウニまつり（7月14日）
  - ニコニコ町会議 in 香川県琴平町 こんぴら夏まつり（7月27日）
  - ニコニコ町会議 in 鹿児島県さつま町 さつま町夏まつり（8月4日）
  - ニコニコ町会議 in 島根県出雲市平田町 平田まつり（8月10日）
  - ニコニコ町会議 in 山形県高畠町 たかはた夏まつり（8月15日）
  - ニコニコ町会議 in 長崎県諫早市小長井町 こながいまつり（8月25日）
  - ニコニコ町会議 in 北海道室蘭市 スワンフェスタ2013（9月7日）
  - ニコニコ町会議 in 大阪なんば 湊町リバープレイス（11月10日）
- 水曜ニコラジ（7月24日）
- ニコニコ夏マスター特番! In 池袋サンシャインシティ噴水広場（8月3日）
- 零シリーズ+フリーゲーム72時間ゲーム実況（8月11日）
- ニコ生ケットマスター プシュッ!夏生2013（8月20日）
- アラド戦記
  - アラド戦記 豪華出演者多数! 24時間生放送（9月14日）
  - 【アラド戦記】年忘れ8時間生放送（12月29日）
- インディーズゲーム×実況プレイヤー【インディーズゲームフェス2013メインチャンネル】（9月21日、22日）
- Zeppお仕事「ICO」ぶっ通しゲーム実況スペシャル!（10月6日）
- 電人☆ゲッチャ!（10月18日、25日）
- UBIDAY2013（10月20日）
- モンスターハンターフロンティアG狩猟解禁記念 実況特番@PS3版（11月23日）
- ゲーム実況ナイト人狼 第1村 1stGAME・2ndGAME（11月30日）
- 『ぽこた一座の全国行脚』一部生中継&じゅん☆じゅん・ドグマ風見・繚乱の大反省会（12月6日）
- 『ゲームのがっこう』「ウォーキング・デッド」連続特番!ゾンビと歩こう4日間の旅（12月9日）
- VAIO 最新モデル×Office 徹底解明 生放送（12月11日）
- 日本一テレビ「ロボット日本一決定戦」「頭脳王」公式TV実況（12月13日）
- 自作ゲーム44作品24時間ぶっ通しゲーム実況（12月14日）
- 週刊ラグとも!スクランブル!こんなにレベルが上がっちゃう!?（12月16日）
- クリスマス特番マインクラフトだいたい40時間ライブ（12月20日）
- 南極旅行が当たるH.I.S.presents年末ウルトラパスポートくじ当選発表（12月25日）
- 『ファイナルファンタジーI・II・III』年忘れ50時間ぶっ通しゲーム実況!（12月27日）
- ゲーム実況ナイト in 大阪 LEVEL01 1stGAME・2ndGAME（12月28日）
- 【テレビ東京】年末年始ぶっ通し78時間全局テレビ実況[15]（12月31日）

2014年
- 【テレビ東京】年末年始ぶっ通し78時間全局テレビ実況（1月1日 - 3日）
- 『ファイナルファンタジーIII・IV・レジェンズ』お正月52時間ゲーム実況（1月4日）
- パーティーがイオンすぎる件www（1月4日）
- カスタムカー・イベント「東京オートサロン2014」定点中継&レポート in 幕張メッセ（1月10日、11日）
- WebMoney大感謝パーティー in ニコニコ生放送（1月25日）
- タビカレ学園祭 ニコニコ出張所から中継（2月1日、2日）
- 有名人の集まるお店「CLUB 30minutes@ageha」（2月1日）
- 田村淳が渋谷の街に!?全力で追跡する放送!（2月4日）
- モンスターハンターフロンティアG
  - モンスターハンターフロンティアG オリジナルG級モンスターを狩り尽くせ特番（2月8日）
  - モンスターハンターフロンティアG 新武器種「穿龍棍」実装記念オリジナルG級モンスターを狩り尽くせ特番!（5月2日）
- ニコニコ町会議全国ツアー2014
  - ニコニコ町会議 in SNOW MIKU 2014（2月11日）
  - ニコニコ町会議 in 長野県須坂市横町カッタカタ祭り（7月19日）
  - ニコニコ町会議 in 宮崎県西都市 西都夏まつり（7月27日）
  - ニコニコ町会議 in 福井県あわら市 あわら温泉第9回あわら湯かけまつり（8月9日）
  - ニコニコ町会議 in 宮城県富谷町 おもしぇがらきてけさin富谷（8月16日）
  - ニコニコ町会議 in 兵庫新温泉町 湯村の火祭り（8月24日）
  - ニコニコ町会議 in 山口県豊北町 豊北夏祭り（8月30日）
  - ニコニコ町会議 in 栃木県鬼怒川温泉 月あかり花回廊（9月13日）
  - ニコニコ町会議 in 愛知県名古屋市栄 久屋大通秋まつり（9月28日）
  - ニコニコ町会議 in 水都大阪ミナミフェスティバル2014（11月1日）
- 【PS4 Lab.】PS4TM公式放送 第4回特集★deep down（2月15日）
- ニコニコ超会議3
  - 超パーティーIII 約250名出演者発表 出演者でシェアハウスしてみた（2月16日）
  - 超ゲームエリア出演者大発表!&ニコニコ自作ゲームフェス3受賞作発表 超会議3特番（4月5日）
  - 超会議3発表会 ※深海からネットのわんぱく超パ降臨までプシャーっと出しちゃうゾーニング!（4月8日）
  - 超ゲームエリア 超音ゲーステージ@ニコニコ超会議3（4月26日）
  - 超ゲームエリア 超自作ゲーム実況ステージ@ニコニコ超会議3（4月26日）
  - PS®“やってみた"“やってみよう"“やってみる"Lab.@ニコニコ超会議3（4月26日、27日）
  - ニコニコ超パーティーIII supported by an in ニコニコ超会議3（4月26日、27日）
  - ガンホー公開生放送 パズドラ・ラグナロクオンライン・ケリ姫スイーツ@ニコニコ超会議3（4月27日）
  - 超ゲームオンエリア in ニコニコ超会議3（4月27日）
  - ニコニコ超パーティーIII振り返り特番 名場面ランキング（6月20日）
- ゲーム実況ナイト LEVEL04（2月22日）
- グルーヴコースターをタイトーさん本社でやってみた（2月28日）
- カスタムカー・イベント「名古屋オートトレンド2014」徹底中継&レポート in ポートメッセなごや（3月2日）
- 『Wolfenstein“独"学講座!これは戦争だ!!』Mission1（3月13日）
- マックスむらいとYouTuberがまったりパズドラ40時間!（3月16日）
- 『ファイナルファンタジーIV・IV THE AFTER YEARS 月の帰還』51時間ぶっ通しゲーム実況（3月21日）
- アヴァベルオンラインをドグマ風見が実況プレイ!!（3月22日）
- これで見納め!? ソニー VAIO × Office 徹底解明（3月26日）
- ゲーム実況大放出!バンダイナムコゲームス876分生放送[16]（3月29日）
- ゲームのがっこう
  - ゲームのがっこう出張版『大放送!ダッシュor奪取!!in秋葉原』（4月19日）
  - 「ゲームのがっこう」「ウルフェンシュタイン:ザニューオーダー」特番!（5月27日）
- 「姫騎士と最後の百竜戦争」ニコニコ生放送特番 ゲーム実況主がプライドを懸けて激突!（4月29日）
- 務員Gとじゅん☆じゅんの金曜ニコラジ（5月9日）
- グルーヴコースター生放送 エキシビションマッチに大発表も（5月17日）
- 『inFAMOUS Second Son』 SUPER POWER NIGHT!!! 第2夜 『inFAMOUS Second Son』発売記念（5月21日）
- 前夜祭!遊び倒すNIGHT（5月21日）
- ウルフェンシュタイン:ザニューオーダー発売記念ニコニコ生放送!（6月5日）
- PlayStation®夏の花火大会（6月6日）
- 【雪印コーヒー】オレたちのゆきこたんプロジェクト ゆきこたんの中の人最終審査生放送（6月14日）
- Xbox One大感謝祭イベント生中継（6月21日）
- PS4緊急特番!もう待ちきれない!ウォッチドッグス公式フライングプレイ（6月21日）
- アラド戦記 24時間生放送 ニコニコフェスティバル（6月29日）
- ファントムゲート戦姫
  - アプデ記念でアイドル召喚(よ)んじゃった!声優さんとCVカード発表会（7月5日）
  - 【ファントムゲート戦姫】生放送・おかわりのおかわり!（7月29日）
- FLEX Show Aikawa RACING アジアンラリー参戦記者発表生放送 in MEGAWEB（7月7日）
- ニコニコ23時間テレビ（7月19日）
- ゲームと愛で世界を平和にできるのか!?WORLD PEACE MAKERドグマ隊、愛で地雷撤去せよ（7月26日）
- CR戦国無双新機種発表会 メディア対抗バトル ニコファーレ夏の陣（7月28日）
- 電人☆ゲッチャ!『討鬼伝 極』発売直前SP特番（8月27日）
- マックスむらいVSキヨ&赤髪のとも 世紀の料理対決（8月29日）
- 真夏の夜のゲーム実況特番★ホテルLobi（8月31日）
- ドグマ×蛇足×KIKKUN×ぽこた×めろちんでWOWOW「金曜カーソル最終回」実況（9月12日）
- 東京ゲームショウ2014
  - 【TGS2014】東京ゲームショウ2014ニコニコ・ゲーム実況ブースから定点中継（9月19日）
  - 【TGS2014】ガルボアTGS@ドグマと暇つぶし雑談&ゲーム実況（9月20日、21日）
- 自宅警備員がはたらいてみた結果 ニートの脱衣所（9月27日）
- 『アプリのがっこう』「おばけおけば」 「クロスサマナー」（10月3日）
- ニコニコ本社グランドオープン記念!! 「ニコぶくろ祭」 （10月25日、26日）
- サモンズボードの「ケロロ」コラボ詳細を大公開!【ガンホー公式】（11月6日）
- 秋の夜長はゲーム三昧!スマブラとマリカ8となつかしの任天堂タイトルで（11月8日、9日）
- 【ファミ通×電撃ゲーム実況エクストリーム】流、ゲーム実況秋祭り!!（11月8日、9日）
- ニコラジ金曜（11月14日）
- 飯処 蛇元～今回は『ダウンタウン熱血物語』に挑戦～（11月20日）
- 「TOUCH!WOWOW2014」12時間生実況SP[17]（11月22日）
- 電撃×ファミ通presents プレイステーション20周年 お祝いスペシャル!（12月3日）
- 書店ゲーム実況 in 山形県天童市 「TENDO 八文字屋」（12月7日）
- 『イナズマイレブン オンライン』 超次元ゲーム実況 SRガチャチケットなど豪華特典プレゼント（12月12日）
- 『サガシリーズ』25周年特別番組（12月14日）
- 遠藤要&大東駿介 ダブル主演新作映画 記者発表会（12月16日）
- ゲーム実況とゲーム大会の祭典 「闘会議2015」 発表会（12月18日）
- ニコラジ木曜日（12月18日）
- ジャンル対抗卓球大会!（12月19日）
- ジャンプフェスタ2015 バンダイスペシャルカードステージ（12月20日）
- 【アクワイア公式】 『勇者トリデBAGOOON!!』 緊急特バゴーン!!（12月21日）
- クロサマ感謝祭24時間生放送（12月26日）
- 白猫・黒猫 合同年末特番（12月27日）
- 年末ゲーム実況特番 大晦日ファイナルクエスト! 自宅を警備するのは君だ（12月31日）

2015年
- お正月だよ!ドグマ家に集合★繚乱ガッチマンせらフジの最強ゲーム実況プレゼンバトル（1月3日）
- 「東京オートサロン2015」 定点中継&レポート&レポート in 幕張メッセ（1月10日、1月11日）
- ニコニコ超会議+闘会議2015発表会 1月は闘会議、4月は超会議!（1月15日）
- ゲーム実況バラエティHangameLive2 新年初回放送（1月15日）
- ニコニコ闘会議2015
  - 闘会議2015特番 アナログ&レトロゲーム はい、どうじょ（1月16日）
  - 闘会議直前 スマブラ、ウルIV、ぷよぷよTMテトリス(R)でゲームの祭典先取りSP（1月25日）
  - 【闘会議特番】リアルゲームエリアを再現 FIFA15&AudioPad&Splatoon徹底攻略SP（1月26日）
  - 【ニコラジ号外】 速報 闘会議ニュース@闘会議2015（1月31日）
  - コロプラ 闘会議プロジェクト@闘会議2015（1月31日、2月1日）
  - スクウェア・エニックスブース@闘会議2015（1月31日）
  - バンダイナムコゲームス闘会議参戦 ゲストを迎えて実況&最新作を紹介@闘会議2015（1月31日）
  - ガンホーフェスティバル@闘会議2015（2月1日）
- 書店ゲーム実況 in 香川県高松市 「宮脇書店 総本店」（1月18日）
- 格闘ゲーム界の神ウメハラが高松に襲来!四国殲滅100人組手!（1月18日）
- アメザリ平井も「スーパーピコピコクラブ」ザリドグもっち(仮) （2月2日）
- 「大阪オートメッセ2015」 生中継 in インテックス大阪（2月14日、15日）
- 『EVOLVE』スペシャル生放送（3月3日）
- マインクラフトWEEK:ドグマ風見×recog with Google Play（3月24日）
- アイマリンプロジェクト ニコ生特番（3月25日）
- 『ファイナルファンタジーVI』 24時間ぶっ通しゲーム実況（3月29日、5月16日）
- ニコニコ超会議2015
  - 【超会議特番】 出演者だいたい全員発表! 総勢50名くらいが語って、遊んで、食べてみたSP（4月4日）
  - 超豪華ゲストが続々バイト面接にやって来る!ネオゲーム喫茶★876@ニコニコ超会議2015（4月25日、26日）
  - 【ニコ超】SANYOブース生放送!（4月26日）
  - ポケラボチャンネル@ニコニコ超会議2015（4月25日、26日）
- ゲーム実況者人狼 超会議まであと14日（4月11日）
- ドグ、フジ、せら出演!ネオゲーム喫茶876を開店せよ!（4月13日）
- スマホオンラインゲームによるe-sportsの祭典【GO-ONE2015】を生配信（5月3日）
- フルボッコヒーローズX コラボ中だヨ!全員集合!（5月10日）
- 【アップデート実装記念】オンラインRPG「ミュー奇蹟の大地」公式放送（5月16日）
- 「アルスラーン戦記」コラボ未公開情報が満載!「サモンズボード」生放送!（5月21日）
- 「熱血!ガンホー学園」in ガンフェス2015（5月31日）
- ドイツから「ウイニングイレブン2015」を実況プレイ（6月6日）
- 映画「アベンジャーズ」をみんなで一緒に見よう＜テレビ実況生放送＞（6月26日）
- 『ライブ・ア・ライブ』28時間実況（7月4日、7月5日）
- アメザリ平井とドグマ風見と最終兵器俺達こーすけのゲーム実況してみた（7月8、9、10日)
- ニコニコ町会議全国ツアー2015
  - ニコニコ町中継 in 岩手県平泉町 ひらいずみ夜祭（7月18日）
  - ニコニコ町中継 in 広島県安芸太田町 ふれあい戸河内まつり（8月8日）
  - ニコニコ町中継 in 石川県能登町 ござれ祭り（年8月22日）
  - ニコニコ町会議 in 福岡県福岡市 Bayside Festival（9月13日）
  - ニコニコ町中継 in 北海道札幌市（9月26日）
  - ニコニコ町中継 in 愛知県名古屋市（10月11日）
  - ニコニコ町会議 in 沖縄県うるま市うるま祭り（10月18日）
  - ニコニコ町中継 in 大阪（11月8日）
- 集中リゲイン Presents 「集中」なんてつくれるか実験してみた（8月1日、2日、3日）
- 名作『たけしの挑戦状』にドグマ風見が挑戦（8月5日）
- 『モンスターハンターフロンティアG』G8大型アップデート＆エヴァコラボを語りつくせ特番（8月9日）
- 『新世紀エヴァンゲリオン』コラボ特集 『公式ガンホーちゃんねる』（8月10日）
- トーラム＆オルクス公式生放送（9月4日）
- ニコニコ超パーティー2015
  - Road to 超パーティー2015 出演者大集合24時間特番（9月5日）
  - ニコニコ超パーティー2015 ゲーム実況ストリート（10月25日）
- レトロゲーム亭（9月7日、21日）
- 『ポケモン超不思議のダンジョン』発売直前スペシャル（9月16日）
- ウイニングイレブン 2016発売記念実況スペシャル（10月4日）

2016年
公式放送156番組 ※以下、主な出演番組
- 新春ゲーム実況国とり合戦2016【闘TV】（1月1日～3日）
- 闘会議2016（1月30･31日全6番組 他事前特番3番組）
- 【キヨ、ドグマ】ウイニングイレブン2016 実況スペシャル再び【湯毛、牛沢】（2月7日）
- JAEPO2016　バンダイナムコエンターテインメントブース　まるごと１日生放送（2月20日）
- 【解体してみた】ヒロミのバイク解体SHOW（3月16日）
- ドラゴンクエストビルダーズ24時間ゲーム実況 みんなで作るドラゴンクエストテーマパーク（3月20日）
- まったりマイクラPE : ドグマ風見 x たくたく : Google Play GAME WEEK（4月3日）
- 【組んでみた】ヒロミのバイク解体SHOW[組立編] ゲスト：井戸田潤（4月20日）
- ニコニコ超会議2016（4月29･30日 全６番組）
- 【解体してみた】ヒロミの○○解体SHOW vol.3【ゲスト:井戸田潤】（5月18日）
- 苦労談 kurodan　ゲスト：ドグマ風見（5月20日）
- 「ガンホーフェスティバル2016」ゴッドステージ 生中継（5月29日）
- 「バイオハザード アンブレラコア」連続生放送！週刊「アンブレラコア」バトルステーション（5月31日-7月26日 全9回中７回）
- ドグマ風見のドグ友とトライリンク！（6月16日-8月31日 全6回）
- FF IX : ドグマ風見 x だいだら x こーすけ x ルパン小島 : Google Play Game Fest（6月20日）
- 【うまび杯】 真昼の決戦！勝ち馬はオレだ！！【宝塚記念編】（6月26日）
- 『聖剣伝説 -ファイナルファンタジー外伝-』13時間ぶっ通しゲーム実況　聖剣伝説シリーズ25周年記念企画（7月2日）
- ニコニコ町会議全国ツアー2016（7月17日-11月13日 ６会場出演、他関連３番組）
- 『ピカチュウ大量発生チュウ！』ニコ生中継チュウ（8月12日）
- 【A応P、ROOT FIVE 他】ニコニコ超パーティー2016　第二弾出演者発表特番（8月20日）
- 第2回　バンナムゲームまつり　～最新ゲーム情報や実況プレイでワッショイ！～（9月1日）
- インテル PCゲーミング ステージ【TGS2016】（9月15･17･18日）
- ドグマ風見とアメザリ平井、茸、ゴー☆ジャス、他！！映画館でゲーム大会！ゆるeスポーツ！（10月6日）
- 池袋ハロウィンコスプレフェス2016～ステージ生中継～【DAY2】（10月30日）
- 【ドグマ･こーすけとマルチプレイに挑め！】スクエニ最新作！ガーディアン･コーデックス生放送（11月17日）
- セガフェス 48時間連続生放送 メインチャンネル（11月19日）
- 2016 Windows ファン感謝祭（12月9日）
- ガキの使い大晦日「絶対に笑ってはいけない」テレビ実況（12月31日）

2017年
公式放送115番組　※以下、主な出演番組
- 新春ガチャみくじ 2017: Google Play's Game Fest（1月3日）
- 【闘会議特番】ゲーム実況者エリア出演者選抜～朝までゲーム実況もするよ～（1月21日）
- 【緊急特番】人気配信主大集合SP！OPENREC SHOW！（2月1日）
- 闘会議2017（2月11･12日 全5番組）
- [ﾌｧｲｱｰｴﾑﾌﾞﾚﾑ ﾋｰﾛｰｽﾞ] 赤髪のとも & ドグマ風見のビンゴチャレンジ！ : Google Play's Game Fest（3月21日）
- 【FF8】『ファイナルファンタジーⅧ』48時間ゲーム実況生放送（3月26日）
- 【Road to 超会議】マクドナルド新商品！「グラン」をみんなで食べよう！！！ドナルド相談室もやるよ！（4月4日）
- LINE ゲットリッチNo.1決定戦★オフラインイベント（4月16日）
- ニコニコ超会議2017（4月29･30日 全6番組）
- 史上初！白猫・黒猫・白テニ合同ニコニコ生放送！大発表スペシャル！（5月30日）
- ドリームジャンボ抽せん会特番！生配信スペシャル（6月8日）
- 【GACKT独占生中継】『第93期 神威♂楽園 de ヒラキナ祭』ニコニコ放送部（6月21日）
- 【映画「カーズ／クロスロード」公開記念】ドグマ風見が富士スピードウェイに行ってみた（7月8日）
- 『星のカービィ25周年記念オーケストラコンサート』（7.21）東京公演（7月21日）
- ニコニコ町会議全国ツアー2017（５会場+関連７番組出演）
- 『バイオハザード』徹底解剖 声優＆ゲストのSPトーク＆ゲーム実況＆本編一部上映（9月9日）
- 東京ゲームショウ2017（9月22･24日 全４番組出演）
- プラレールで山手線を完全再現！組み立ての最初から最後までぜーんぶ生放送（9月29日）
- オンラインゲーム『RED STONE』公式生放送（10月13･31日）
- 『ニンテンドークラシックミニ スーパーファミコン』でドグマ風見さん&茸さんと対決！ ホッカホカだね Ｖジャンプ！（10月19日）
- ニコニコ超パーティー2017（11月3日）
- ハロウィンジャンボ抽せん会特番「5億円は誰の手に!?」（11月9日）
- 『ロマンシング サガ２』リマスター版～48時間ゲーム実況（12月8･10日）
- 【年末鉄道まつり】プラレールで池袋駅を完全再現してみた in ニコニコ本社（12月28日）

2018年
公式放送100番組　※以下、主な出演番組
- 【三浦涼介・武田航平生出演】映画「星くず兄弟の新たな伝説」公開記念特番＆旧作上映会（1月19日）
- 闘会議2018（2月10･11日 全5番組出演）
- バレンタインジャンボ抽せん会特番「3億円は誰の手に？」（3月7日）
- 『Fortnite』を実況プレイ！みんなでバトルロイヤル生放送！（3月21日）
- 『崩壊3rd』公式ニコ生～関智一＆ゲストに潘めぐみが登場～（4月25日）
- ニコニコ超会議2018（4月28･29日 全6番組出演）
- トッププレイヤー大集合‼ 第一回『クロノマギア』ドリームトーナメント（5月2日）
- 『シノビマスター 閃乱カグラ NEW LINK WORLD２』～実胸者軍vs最胸！ シノビー岡田軍～忍魂81,000個争奪「乳倫苦太和亜」を解放せよ！生ウェディング水着もあるよ！？（6月7日）
- Ingress Agent Olympiad 2018（6月23日）
- ニコニコ町会議全国ツアー2018（４会場出演）
- 「放置少女」第２弾♡リアルで12時間『放置少女』やってみた（7月28日）
- 【バーチャルバラエティ】しゃべくり003（8月8･15･22･29日）
- 【GACKT独占生中継】『第94期 神 威♂楽" 園 de オタチナ祭』ニコニコ放送部（10月25日）
- ニコニコ超パーティー2018（11月3日）
- 東京コミコン2018生中継 supported by『キャプテン・マーベル』（11月30日,12月1･2日）
- 【FF9】『ファイナルファンタジーⅨ』48時間ゲーム実況生放送（12月2日）
- コロプラフェス2018（12月15･16日）
- 「ロマンシング サ・ガ3」（バーチャルコンソール版）48時間ゲーム実況（12月16日）
- 年末ゲームリレー配信 ドグマ風見 x なうしろ YouTube クリエイターキャンプVol12・13（12月29日）

2019年
公式放送62番組　※以下、主な出演番組
- D×２真・女神転生リベレーション １周年記念公開生放送（1月14日）
- 【公式放送】サモンズボード５周年記念公式放送！（2月7日）
- ゲームアプリ公式生放送 セガステーション2019年2月版（2月13日）
- ライブなう！ドグマ風見＆せらみかる（2月27日）
- NEO GAME CONFERENCE（3月9･10日）
- 【黒猫のウィズ】みんなで予想!!おせニャんトーナメント公式生放送【黒猫おせニャん#68】（3月28日）
- 乱 by Nagoya e-Sports Festival（3月30日）
- 風来のシレン外伝 女剣士アスカ見参!　26時間生放送！（3月31日）
- アクワイア新作eSportsゲーム『SCRAP RUSH!!』 賞金争奪！まさかの潰し合い生放送（4月16日）
- 『アベンジャーズ／エンドゲーム』公開記念～劇場行く前にみんなで盛り上がろう！（4月25日）
- ニコニコ超会議2019（4月27･28日 全4番組）
- 【白猫プロジェクト】5周年前夜祭LIVE第1弾！KINGS CROWN3&前夜祭キャンペーン情報大公開！（6月13日）
- Quiz 5Players フェス【チャンネル開設記念特番】（7月6日）
- ニコニコ町会議全国ツアー2019（３会場出演）
- ドラゴンクエストV　ゲーム実況生放送（8月18日）
- 『ボーダーランズ3』発売記念みんなでヒャッハー!!特番（9月13日）
- 【公式生放送】第3回グラクロ情報局「七つの大罪～ 光と闇の交戦（ひかりとやみのグランドクロス）～」（9月27日）
- 【トライン4：ザ・ナイトメア プリンス,YOUR TOY キミノオモチャ】木曜だからゲッチャ（10月31日）
- 【11月24日20時～】錬スト ファイト・クラブ～配信者No.1は誰だ!？～（11月24日）
- 【公式】『シノビマスター 閃乱カグラ NEW LINK WORLD４』 祝2周年！全員に！忍魂大量プレゼント！！（11月29日）
- 『お姉チャンバラORIGIN』発売直前特番！ ドグマ風見が！五十嵐裕美が！火将ロシエルが！「お姉チャンバラ」シリーズ最新作に挑戦！（12月4日）
- 『ロマンシング サガ３』（HDリマスター版）ゲーム実況（12月15日）
- 【公式放送】第6回 グラクロ情報局「七つの大罪〜 光と闇の交戦（ひかりとやみのグランドクロス）〜」（12月29日）

2020年
※以下、主な出演番組
- 「サモンズボード放送局」第14回「6周年記念放送！」（MC：久保ユリカ，ドグマ風見）(1月28日）
- ドグ兄とズズが紹介！タマチャン厳選編（2月26日）
- 『魔界戦記ディスガイアRPG』春の最凶生放送！（3月18日）
- 【公式生放送】第9回グラクロ情報局「七つの大罪〜 光と闇の交戦（ひかりとやみのグランドクロス）〜」（3月25日）
- 【FF6】ファイナルファンタジーVI 長時間ゲーム実況（前半）@ニコニコネット超会議2020（4月12～19日）
- 【超JFN】超ニコラジパーク＆超OH！HAPPY MORNING@ニコニコネット超会議2020【4/13】
- 【公式放送】第11回グラクロ情報局～1周年超大祭直前記念放送～ 「七つの大罪〜 光と闇の交戦（ひかりとやみのグランドクロス）〜」（5月27日）
- ドグ兄とタイチョーの語って呑もうよ！（6月2･16日）
- 【公式生放送】第12回グラクロ情報局～進撃の巨人コラボ直前生放送～ 「七つの大罪〜 光と闇の交戦（ひかりとやみのグランドクロス）〜」（6月26日）
- 【公式生放送】第13回グラクロ情報局「七つの大罪〜 光と闇の交戦（ひかりとやみのグランドクロス）〜」（7月15日）
- 『ゼルダの伝説 時のオカリナ』超！長時間ゲーム実況@ニコニコネット超会議2020夏（8月9～16日）
- 【公式生放送】第14回グラクロ情報局〜全世界2000万DL大感謝祭直前生放送～ 「七つの大罪〜 光と闇の交戦（ひかりとやみのグランドクロス）〜」（8月26日）
- スタートダッシュで差をつけろ！FIFA MOBILE公式生放送！（9月17日）
- 祝3周年！忍基地から皆でNEW LINK‼ 『シノビマスター 閃乱カグラ NEW LINK WORLD5』（11月29日）
- オリジナルセットを作ろう！木の屋石巻水産大試食会！（12月9日）
- D×2メガテン公式生放送 〜3周年“真・感謝祭”直前スペシャル〜（12月15日）

2021年
※以下、主な出演番組
- 木の屋石巻水産オリジナルセット大販売会！（1月27日）
- PUBG MOBILEを最新スマホ『arrows NX9』で遊んでみる！（1月28日,2月9･25日）
- レトロゲーム遊び放題アプリ『PicoPico』プレイしてみた #2（3月18日）
- 大型アップデート記念生放送～デル・ピエロ LIVE～（4月24日）
- 【ゲスト：ドグマ風見】超ニコニコインフォ2021～ドグマ風見がふらっと遊びにくる回～@ニコニコネット超会議2021【4/27】
- マーベル・スタジオ ドラマ最新作『ロキ』配信記念！マーベル座談会Supported by ディズニープラス（6月13日）
- マーベル・スタジオ ドラマ『ロキ』完結記念マーベル座談会Supported by ディズニープラス（7月18日）
- 【DAY2】ニコニコネット町会議全国ツアー2021 Supported by SUZUKI（8月14日）
- TGS2021 DMM GAMES 特番 「刀剣乱舞無双通信　TGS2021出張版」＆ 「DMM GAMES スペシャルインフォメーション」(10/2)【TGS2021】
- マーベルドラマ最新作『ホークアイ』配信記念！マーベル座談会（11月27日）
- 祝4周年！豪華ゲストと皆でNEW LINK！ 『シノビマスター 閃乱カグラ NEW LINK WORLD6』（11月29日）
- D2メガテン公式生放送～4周年“真・感謝祭”記念特番～（12月28日）

#### その他のネット番組
レギュラー
- INSIDE Xbox[18]（YouTube、2015年9月17日 -2016年4月28日 ）MC出演 ※隔週配信

不定期
- 実況王（AbemaTV　2018年3月25日 ＃7）
- 実況王２（AbemaTV　2018年6月17日 ＃4 予選）
- 実況王２（AbemaTV　2018年8月19日 #11 準決勝）
- 実況王２（AbemaTV　2018年9月2日 #13 決勝戦）

### 映画
- 星くず兄弟の新たな伝説(2018年1月20日公開) 司会者役

## 作品

### アルバム
- ニコ動とテレ東「つくり場」から生まれた企画アルバム〜集まれ!ドリームクリエイター(2014年2月19日発売)[19][20]